# 白沙河 (海南岛)
白沙河，位于中国海南省乐东县北部的尖峰镇和佛罗镇，发源于乐东县尖峰岭西南麓，至白沙港入南海北部湾。